# Romanel-sur-Lausanne
Romanel-sur-Lausanne es una comuna suiza del cantón de Vaud, situada en el distrito de Lausana. Limita al norte con la comuna Lausana, al este con Le Mont-sur-Lausanne, al sur de nuevo con Lausana y Prilly, y al oeste con Jouxtens-Mézery.
Hizo parte hasta el 31 de diciembre de 2007 del círculo de Romanel.